# Liste der Kulturdenkmäler in Binningen (Eifel)
In der Liste der Kulturdenkmäler in Binningen sind alle Kulturdenkmäler der rheinland-pfälzischen Ortsgemeinde Binningen aufgeführt. Grundlage ist die Denkmalliste des Landes Rheinland-Pfalz (Stand: 21. September 2023).

## Denkmalzonen
| Bezeichnung                    | Lage                 | Baujahr                    | Beschreibung       | Bild                           |
| ------------------------------ | -------------------- | -------------------------- | ------------------ | ------------------------------ |
| Denkmalzone Jüdischer Friedhof | Rosenthaler Weg Lage | Mitte des 19. Jahrhunderts | etwa 90 Grabstelen | weitere Bilder Fotos hochladen |

## Einzeldenkmäler
| Bezeichnung                                 | Lage                                                           | Baujahr         | Beschreibung | Bild                           |
| ------------------------------------------- | -------------------------------------------------------------- | --------------- | --- | ------------------------------ |
| Wegekreuz                                   | Friedhofstraße, auf dem Friedhof Lage                          | 1735            | Wegekreuz, Basalt, bezeichnet 1735                                                                                                | weitere Bilder Fotos hochladen |
| Burg Binningen                              | Hauptstraße 35/37 Lage                                         | 17. Jahrhundert | Rest der Burg (?), Gesamtanlage; Putzbau, 17. Jahrhundert (?)                                                                     | BW                             |
| Katholische Kirche St. Remigius und Maximus | Hauptstraße, neben Nr. 42 Lage                                 | 1855–57         | neugotischer Bruchsteinsaal, 1855–57, Architekt Vincenz Statz, Köln                                                               | weitere Bilder Fotos hochladen |
| Kapelle                                     | nordwestlich des Ortes an der Kreuzung von L 108 und K 29 Lage |                 | Kapelle, Putzbau, innen Kreuzigungsbild                                                                                           | weitere Bilder Fotos hochladen |
| Kapelle                                     | nordöstlich des Ortes bei den Elzerhöfen Lage                  | 1857            | Kapelle mit kleinem Dachreiter, bezeichnet 1857                                                                                   | weitere Bilder Fotos hochladen |
| Kloster Rosenthal                           | südwestlich des Ortes im Pommerbachtal Lage                    | 1169            | Ruine des Zisterzienserinnenklosters, gegründet 1169, 1786/87 Neubau; von dem nach 1802 abgebrochenen Komplex nur Mauern erhalten | weitere Bilder Fotos hochladen |

## Ehemalige Kulturdenkmäler
| Bezeichnung | Lage                | Baujahr                  | Beschreibung | Bild |
| ----------- | ------------------- | ------------------------ | --- | ---- |
| Hofanlage   | Hauptstraße 31 Lage | 18. oder 19. Jahrhundert | Hofanlage; Krüppelwalmdachbau, Bruchstein, teilweise Fachwerk, 18. oder 19. Jahrhundert; aus Denkmalliste gelöscht | BW   |